# 小田空
小田 空（おだ そら、 - ）は、日本の漫画家。

## 経歴
沖縄生まれの東京育ち。
1979年、『りぼん』（集英社）2月号『空くんの手紙』でデビュー。『りぼん』誌上では『空くんの手紙』の連載と、不定期連載のエッセイ漫画「おだのぺーじっ!」を発表するに留まったが、その後は主に海外留学や貧乏旅行体験を記した作品が多くなる。
1990年代に中国（江西省南昌市）に語学留学し、更には陝西省延安市の教育大学へ（日本語語学教員養成の為の）日本語講師として1年間赴任する。その時に体験した様々な出来事を「ほんまチャイナ」として季刊誌『旅行人』に連載。また、『office YOU』（集英社）にて『中国いかがですか?』を連載していた（作者取材のため2008年10月号で連載終了）。
『中国語ジャーナル』で「小田空のこんな中国語見〜つけた」（2011年3月号で終了）、「おだそらの中国異文化消化酵素」（2011年4月号より）を連載（2013年春号で終了）。
中国をテーマとした著作が多い。「中国の一番の魅力は、日本にないざっくばらんな人情味と、目のウロコを根こそぎ落としてもらえる快感」「初めは中国なんてさっさと終わらせて、南米にでも遊びに行くつもりだった。ところがいざ訪れてみると他の国とは全く違い、友人を作る事もその国を好きになる事も出来ず、ひたすら呆然とさせられて終わった。それが余りにも悔しく、リベンジのつもりで何回か訪問しているうちにいつの間にかハマってしまった」と述べている。

## 作品リスト

### フィクション・コミックス作品
- 空くんの手紙（集英社、1981年）

### 海外旅行および海外滞在エッセイ・コミックス作品
- めんたんぴんリーチうるトラ!! （『空くんの手紙』 (4) りぼんマスコットコミックスに収録）
- 目のうろこ〜尻暗い観音ユーラシア一人旅〜（集英社、1991年）
- 中国いかがですか?（集英社、2000年）
- 中国の思う壺（旅行人 上巻・下巻、2001年）
- 続 中国いかがですか?（集英社、2003年）
- 中国、なんですかそれは?（旅行人、2005年）
- 中国の骨は1本すくない（集英社、2006年）
- 北京いかがですか?（集英社、2008年）

## その他
- スバル・360 - 日本国内に居住・滞在の際の愛用車。「芳太郎」と名付け、同車の運転にまつわる（主に美点凝視的）エピソードを、しばしば作品上で発表した。
- 高橋由佳利 - 小田空とほぼ同年代の同業者。同じくデビュー漫画雑誌がりぼんだった事もあり、交友関係がある。小田空とほぼ同時期に海外エッセイ漫画路線にも着手し、長きに渡り「トルコで私も考えた」を執筆。